# Kaidansaari (ö i Birkaland)
Kaidansaari är en ö i Finland. Den ligger i sjön Palovesi och Jäminginselkä och i kommunen Ruovesi i den ekonomiska regionen  Övre Birkalands ekonomiska region  och landskapet Birkaland, i den södra delen av landet, 200 km norr om huvudstaden Helsingfors. Öns area är 3,6 hektar och dess största längd är 0,5 kilometer i sydöst-nordvästlig riktning.